# Three Sisters (Australia)

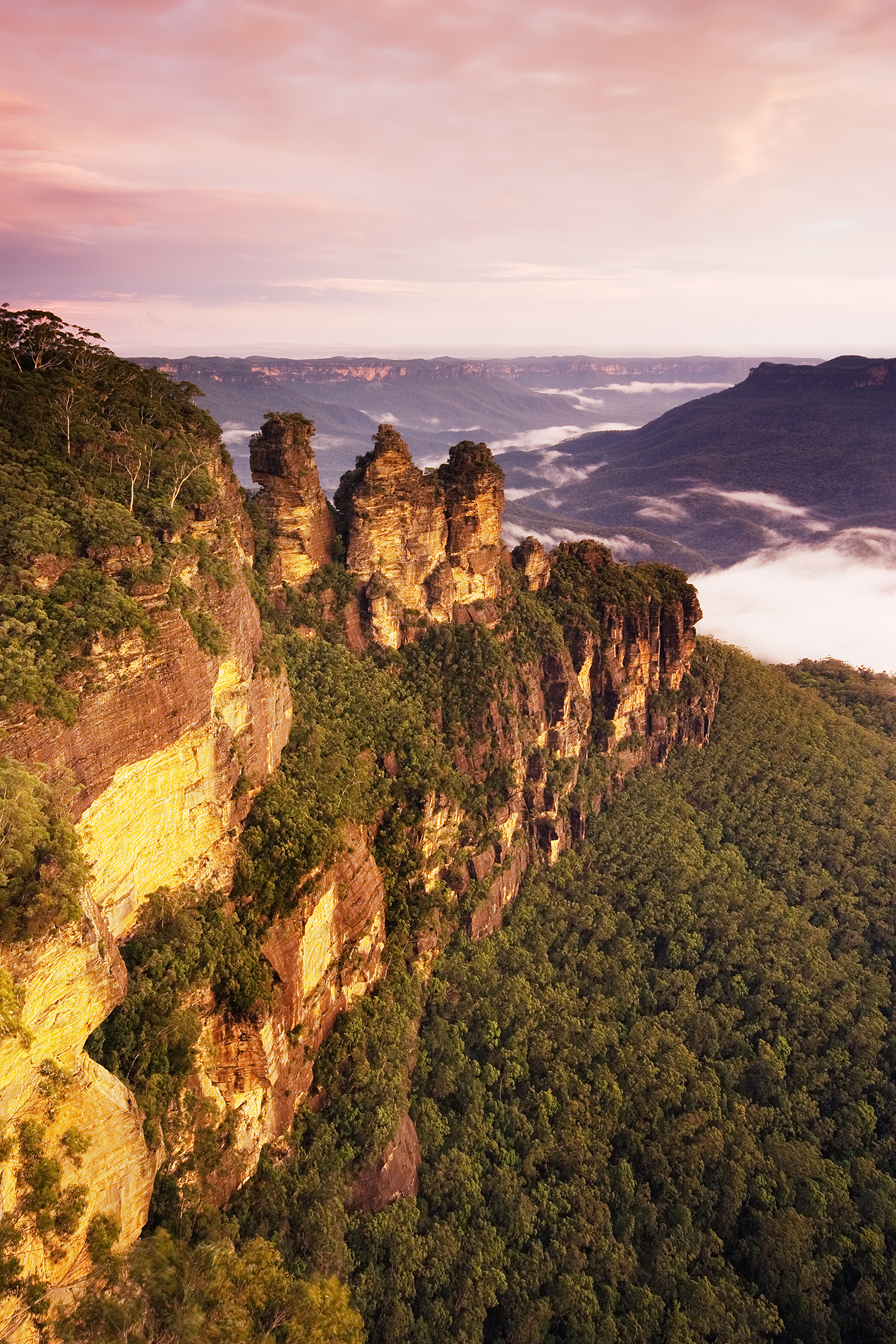
Three Sisters lúc hoàng hôn

Three Sisters (Ba chị em) là một kiến tạo đá ở dãy núi Blue của New South Wales, Úc. Các kiến tạo này gần đến thị trấn Katoomba và là một trong những địa điểm được biết đến nhiều nhất ở dãy núi Blue, ba đỉnh này cao vươn lên trên thung lũng Jamison. Tên của ba ngọn là Meehni (922 m), Wimlah (918 m), và Gunnedoo (906 m).

## Địa chất
Three Sisters đã được hình thành bởi sự xói mòn. Đá sa thạch mềm của Blue Mountains là dễ dàng bị xói mòn theo thời gian bởi mưa, gió và các dòng sông và các vách đá bao quanh thung lũng Jamison đang được dần dần bị phá vỡ.

## Huyền thoại của thổ dân
Huyền thoại thường được kể về ba ngọn núi chị em này (Meehni ',' Wimlah 'và Gunnedoo') sống trong thung lũng Jamison là thành viên của bộ tộc Katoomba). Họ yêu nhau với ba người đàn ông từ một bộ lạc lân cận (bộ lạc Nepean), nhưng hôn nhân này bị cấm bởi luật tục của bộ lạc. Họ không chịu chấp nhận điều này và quyết định sử dụng vũ lực để bắt ba chị em gây ra một trận chiến bộ lạc lớn. Trận chiến xảy ra sau đó, và các chị em người cao tuổi biến thành đá để bảo vệ họ, nhưng ông đã bị giết chết trong cuộc chiến đấu và không ai khác có thể biến họ trở lại thành người. Huyền thoại này được tuyên bố là một huyền thoại Dreamtime người Úc bản địa.
Tuy nhiên, tiến sĩ Martin Thomas, trong tác phẩm của mình "chân trời nhân tạo: tưởng tượng dãy núi Blue", rõ ràng cho thấy rằng truyền thuyết "thổ dân" là một câu chuyện bịa được tạo ra bởi một người địa phương không phải Katoomba, Mel Ward, có lẽ để thêm sự thú vị vào địa danh này. Câu chuyện bắt nguồn trong cuối những năm 1920 hoặc đầu những năm 1930 và trước đó thì chưa rõ thời điểm.